# Ministero dell'istruzione e della scienza
Il Ministero dell'istruzione e della scienza (in ucraino Міністерство освіти і науки України?, Ministerstvo osvity i nauky Ukraïny) è il dicastero del governo ucraino responsabile del sistema educativo e dell'istruzione. Dal 21 marzo 2023 il Ministero dell'istruzione e delle scienze è guidato da Oksen Lisovyj ed è stato fuso con il Ministero della gioventù e dello sport.
Il 28 febbraio 2013 il presidente Viktor Janukovyč ha riorganizzato il Ministero dell'istruzione e delle scienze, della gioventù e dello sport e il Servizio statale per la gioventù e lo sport, creando il Ministero dell'istruzione e delle scienze e il Ministero della gioventù e dello sport.

## Struttura[1]
Il ministero è composto dall'organo centrale guidato dal ministro, dal primo vice e da altri vice ministri che assistono il ministro. Parte del ministero elegge diversi rappresentanti delle amministrazioni statali specializzati in determinati settori.

### Agenzie statali
- Servizio statale per la proprietà intellettuale dell'Ucraina
- Agenzia statale per la scienza, le innovazioni e l'informatività dell'Ucraina

### Ex agenzie
- Ministero dell'istruzione e delle scienze, della gioventù e dello sport (sciolto) (2010-2013)

## Lista dei ministri
Il Ministero dell'istruzione è stato creato l'8 luglio 1992 fondendo due importanti organi della RSS Ucraina: il Ministero dell'istruzione superiore e media specializzata e il Comitato statale per l'istruzione tecnico-professionale. Nel 1991 c'erano due ministeri dell'istruzione: Nazionale e Superiore (precedentemente Superiore e Media specializzata)
| Ministero                                                     | Ministro                       | Mandato          | Mandato          |
| Ministero                                                     | Ministro                       | Inizio           | Fine             |
| ------------------------------------------------------------- | ------------------------------ | ---------------- | ---------------- |
| Ministero dell'istruzione nazionale                           | Ivan Zjazjun                   | 3 agosto 1990    | maggio 1992      |
| Ministero dell'istruzione                                     | Petro Talančuk                 | febbraio 1992    | 6 luglio 1994    |
| Ministero dell'istruzione                                     | Mychajlo Zhurovs'kyj           | 18 novembre 1994 | 14 gennaio 1999  |
| Ministero dell'istruzione                                     | Valentyn Zajčuk                | 1999             | 1999             |
| Ministero dell'istruzione e della scienza                     | Vasyl' Kremen'                 | 30 dicembre 1999 | 3 febbraio 2005  |
| Ministero dell'istruzione e della scienza                     | Stanislav Nikolajenko          | febbraio 2005    | 18 dicembre 2007 |
| Ministero dell'istruzione e della scienza                     | Ivan Vakarčuk                  | 18 dicembre 2007 | 11 marzo 2010    |
| Ministero dell'istruzione, la scienza, la gioventù e lo sport | Dmytro Tabačnyk                | 11 marzo 2010    | 23 febbraio 2014 |
| Ministero dell'istruzione e la scienza                        | Serhij Kvit                    | 27 febbraio 2014 | 14 aprile 2016   |
| Ministero dell'istruzione e la scienza                        | Lilija Hrynevyč                | 14 aprile 2016   | 29 agosto 2019   |
| Ministero dell'istruzione e la scienza                        | Hanna Novosad                  | 29 agosto 2019   | 4 marzo 2020     |
| Ministero dell'istruzione e la scienza                        | Jurij Poljuchovyč (ad interim) | 10 marzo 2020    | 25 marzo 2020    |
| Ministero dell'istruzione e la scienza                        | Ljubomyra Mandzij (ad interim) | 25 marzo 2020    | 25 giugno 2020   |
| Ministero dell'istruzione e la scienza                        | Serhij Škarlet (ad interim)    | 25 giugno 2020   | 17 dicembre 2020 |
| Ministero dell'istruzione e la scienza                        | Serhij Škarlet                 | 17 dicembre 2020 | 20 marzo 2023    |
| Ministero dell'istruzione e la scienza                        | Oksen Lisovyj                  | 21 marzo 2023    | in carica        |

| Ministero                                                   | Ministro              | Mandato        | Mandato        |
| Ministero                                                   | Ministro              | Inizio         | Fine           |
| ----------------------------------------------------------- | --------------------- | -------------- | -------------- |
| Ministero per le questioni della scienza e delle tecnologie | Volodymyr Semynoženko | 28 agosto 1996 | 21 aprile 1998 |
| Ministero per le questioni della scienza e delle tecnologie | Stanislav Dovhyj      | 23 agosto 1998 | 1º aprile 1999 |